# Нижнедеревечка
Нижнедереве́чка (укр. Нижньодеревечка) — село в Краснодонском районе Луганской области Украины. Под контролем самопровозглашённой Луганской Народной Республики. Входит в Верхнешевыревский сельский совет.

## Население
Население по переписи 2001 года составляло 392 человека.

## География
Село расположено на реке Деревечке (правом притоке реки Большой Каменки, которая, в свою очередь, является правым притоком Северского Донца), в её нижнем течении. Соседние населённые пункты: посёлок Комсомольский, сёла Верхнедеревечка, Бобриковка (оба выше по течению Деревечки), Батыр, Прохладное, Курячье на юго-западе, Дубовка на западе, посёлки Радгоспный, Новоалександровка, Орджоникидзе и село Верхнешевыревка на северо-западе; посёлок Поречье, город Краснодон (оба ниже по течению Деревечки), а также посёлок Западный, на севере; посёлок Изварино и село Власовка на северо-востоке, село Королёвка на востоке, сёла Черемшино и Провалье на юго-востоке, Маяк и Калинник на юге.

## Общие сведения
Почтовый индекс — 94485. Телефонный код — 6435. Занимает площадь 3,413 км². Код КОАТУУ — 4421482204.

## Местный совет
94483, Луганская обл., Краснодонский р-н, с. Верхнешевыревка, ул. Ленина, 5а